# PENTAXの銀塩一眼レフカメラ製品一覧:35mm判 (ねじ込み式マウント)

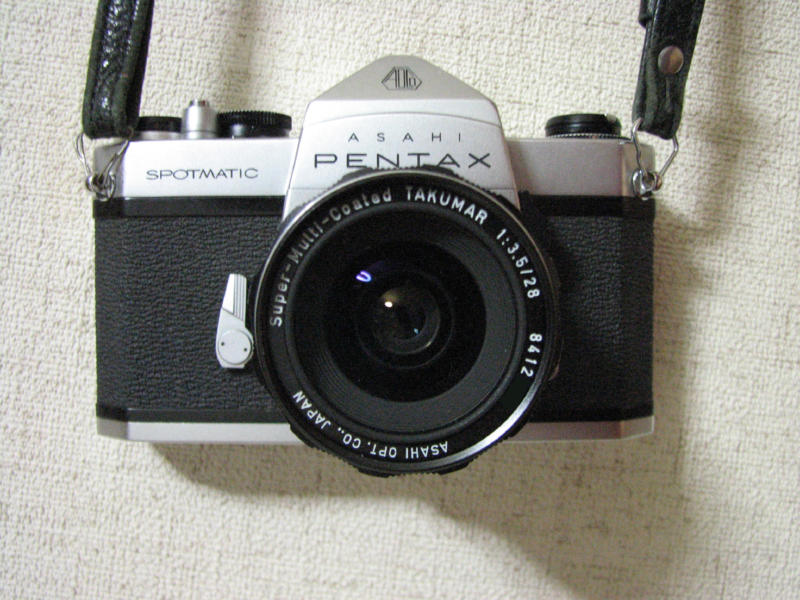
アサヒペンタックスSP

PENTAXのフィルム一眼レフカメラ製品一覧:35mm判 (ねじ込み式マウント)とは、旭光学工業（現リコーイメージング）が発売したねじ込み式マウントの一眼レフカメラのシリーズ製品一覧記事である。

## アサヒフレックスシリーズ（M37マウント機）
- アサヒフレックスI型（Asahiflex、1952年5月発売） - 旭光学工業初にして日本初の35mm判一眼レフカメラ。シリーズ名称は“アサヒ”と“レフレックス”を掛けた造語。ウエストレベルファインダーを備え、後にM37マウント（内径37mmのねじ込み式マウント）とも呼ばれる当シリーズ独自のレンズマウントを採用していたレンズ交換式のカメラであった。ただし、この黎明期の一眼レフカメラは機動性、利便性においては当時の主流であったレンジファインダーカメラ（以降、RF機と記述）とは隔たりがあり、現在のような一般撮影用途には不向きであった。しかしRF機にはその構造上不可能であったレンズと同じ視点でファインダー像が見えることに価値があったため、視差（パララックス）のない近接撮影目的の学術撮影用途の製品として、主に科学写真のカメラマンに使われていた。エバーリターン式ミラーを採用。

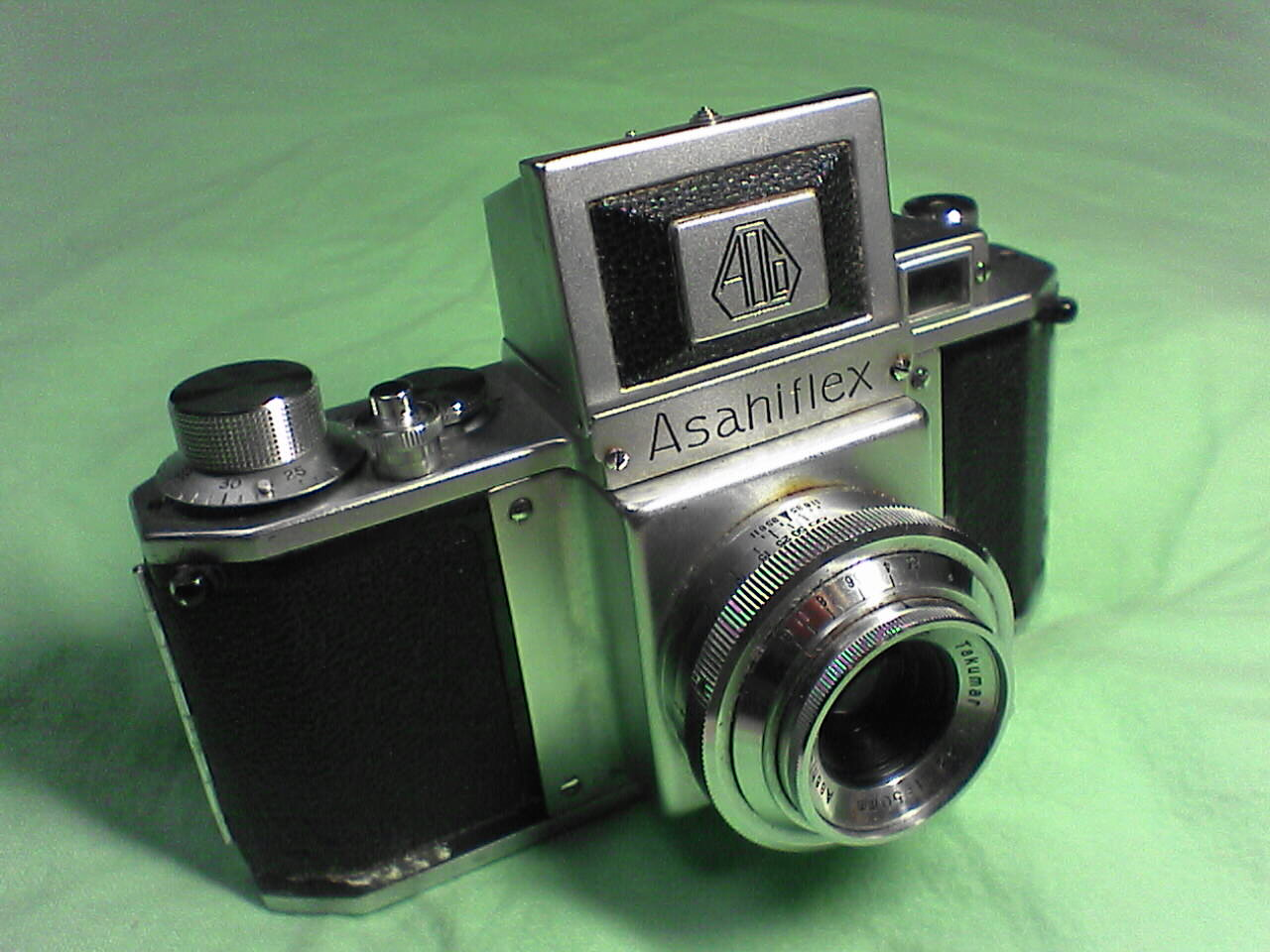
IA型

- アサヒフレックスIA型（Asahiflex IA 、1953年発売） - 付属レンズに最短撮影距離を短いプリセット絞りを採用したものに変え、細部を改良した。
- アサヒフレックスIIB型（Asahiflex IIB 、1954年発売） - 実用的普及一眼レフカメラとしては世界初のクイックリターンミラーを搭載した。これによって黎明期の一眼レフカメラの弱点の一つであった“ブラックアウト”と呼ばれる黒消失現象がほぼ解決した。一眼レフカメラの発展に貢献したものとして評価され、1959年に科学技術長官賞を受賞した。
- アサヒフレックスIIA型（Asahiflex IIA 、1955年発売） - 「スローシャッター」を搭載した改良機。

## アサヒペンタックスシリーズ（プラクチカマウント機）
本項目においては、アサヒペンタックスシリーズ（プラクチカマウント機）とは、旭光学工業より発売された『アサヒペンタックス（以降はAPと記述する）』より『アサヒペンタックスSPII』までの一連のプラクチカスクリューマウント（以降はPSマウントと記述する）採用機種のことを指すものとする。一連のアサヒペンタックスシリーズ機が世界中に普及したことから、PSマウントのことをペンタックススクリューマウント（PENTAX Screw Mount ）と呼ばれるほどにまでなった。

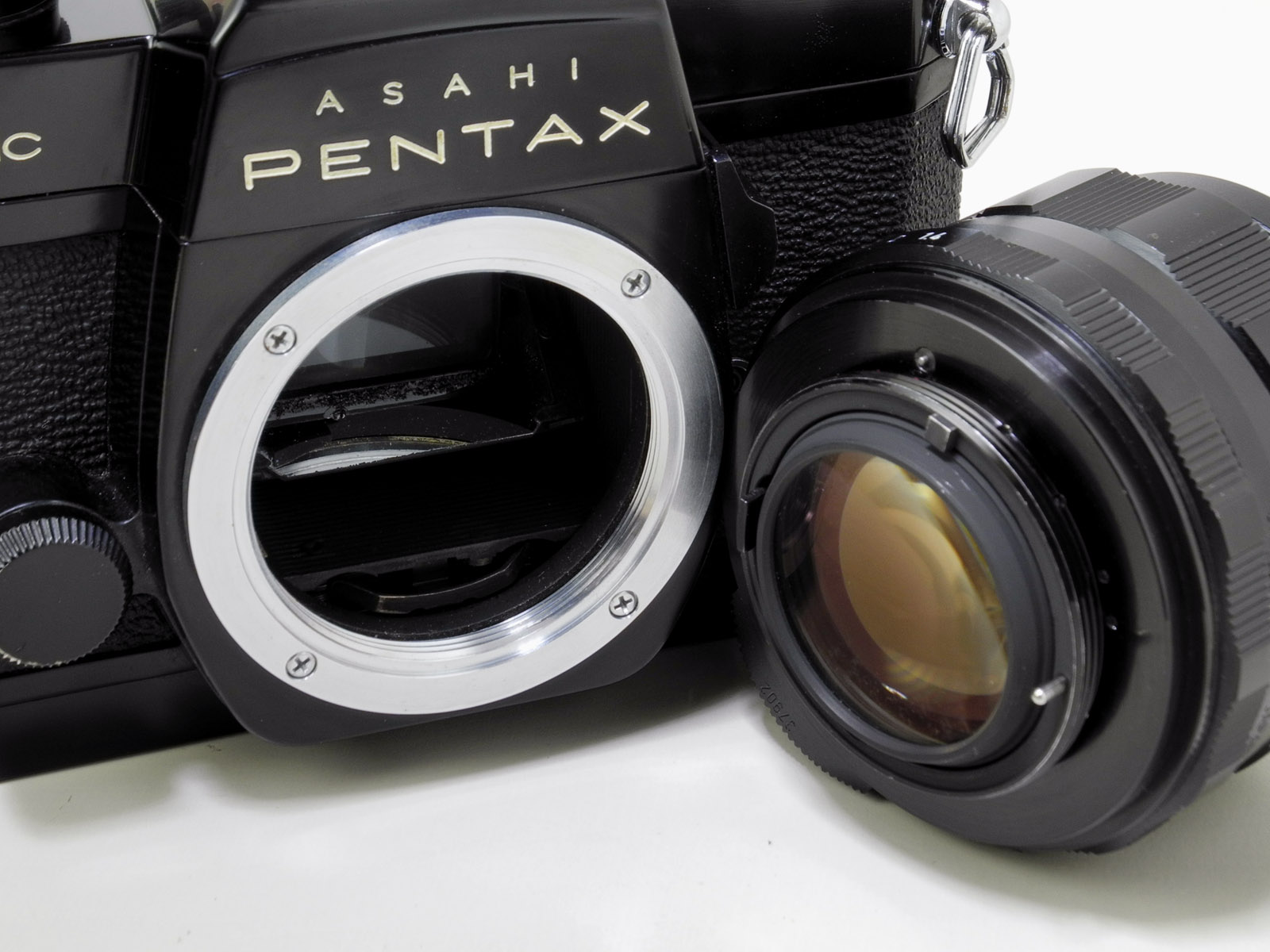
PSマウント

アサヒフレックスからの大きな変更点は、ペンタプリズムを搭載したこととPSマウントへの変更である。
ペンタプリズムを搭載したことによりアイレベルでの撮影が可能になった。このことで世界的な大ヒット商品となり、多くのカメラメーカーが一眼レフカメラの開発に転換し、このことから市場で日本製ペンタプリズム搭載型一眼レフカメラが欧米製レンジファインダーカメラに替わる標準機となっていった。まさに現在のレンズ交換式一眼レフカメラの雛型と言えるカメラとなり、デジタル化した現在においてもその構図は変わっていない。
またマウント口径が37mmから42mmに拡大されたことでレンズの光学設計の自由度が大幅に向上し、超広角から超望遠、その他の特殊撮影用までの充実したレンズ製品を揃えることができシステムカメラと呼ばれるまでになった。レンズのブランド名は引き続きタクマー銘を採用したものの、このアサヒペンタックスシリーズのヒットとともに世界のタクマーレンズとまでなったのである。
元来『アサヒペンタックス』とは一カメラの製品名であったが、後継機種が発売されシリーズ化され、後の機種はすべて『アサヒペンタックス○○』と命名されたことにより、実質上シリーズ名となった。後にブランド名となり、一眼レフカメラだけに限らずすべての製品名に冠されるようになった。2002年にはついに社名となる。

### アサヒペンタックス系シリーズ
アサヒペンタックス系シリーズとは、初代機『アサヒペンタックス（以降はAPと記述する）』のボディをベースに派生した『アサヒペンタックスS2スーパー』までの機種を指すものとする。
『アサヒペンタックスSP』以前の機種はボディ内蔵式であるTTL露出計が搭載された機種はなく、すべて電気供給なしで動く「完全な機械式カメラ」であるため、現在においても清掃、調整によって完全稼動する機体が多い。またペンタックスのカメラの構造は当時の他社製品と比較しても非常に分解、組み立てがしやすいため、相応の技術を習得している者ならば自前である程度の調整、修理が出来る。そのため現在においても愛用している愛好家がいる。
- アサヒペンタックス（Asahi Pentax、AP、1957年5月発売） - 現在まで続く記念すべきペンタックスカメラ第1号機である。アサヒフレックスIIAの機構をベースにPSマウント化した。旭光学工業初であり、国産カメラとしては2番目にペンタプリズムを搭載した一眼レフカメラである。アサヒペンタックスという名称がそのまま「シリーズ名」となってしまったため、後の機種と区別するためにAPと通称されるようになった。当時の35mm判カメラはレンジファインダーカメラが主流であり、一眼レフカメラはまったく新しいジャンルのカメラであり実際に商品として受け入れられるかどうかは不明瞭であったため、大手メーカーは開発はしていたものの既存のレンジファインダーカメラに重点を置いていた。しかし旭光学工業は一眼レフカメラが主流になると確信し、総力を結集して開発し製品化した。当時としては小型軽量であり価格も手頃であったことから、結果的にこの機種はアマチュア層を中心に人気商品となった。この成功を見て、他社も続いて一眼レフカメラを製品化するようになった。アサヒペンタックスS2発売とともに生産完了となった。
- アサヒペンタックスK（Asahi Pentax K、1958年5月発売） - アサヒペンタックスAPの高級機として開発された機種である。その"K"の名称は「King」より由来する。最高1/1000秒の高速シャッターと半自動絞り（シャッターレリーズに連動して、レンズの絞りが絞り込まれるが、そこから開放への復帰はレンズ側のレバーによって手動で行なう）を実現し、新たにその対応レンズ群としてオートタクマーレンズが登場した。この機種よりシャッター速度設定がライカなどで採用されてきた従来までの「国際系列」から、現在の標準となっている「倍数系列」に変更された。特筆すべき点はシリーズで初めてファインダー接眼枠にアクセサリー用のスリットが設けられたことである。これはファインダー系アクセサリー製品を考慮してのものであり、また後のS3にてファインダースリットに固定する方式の外部連動式露出計が製品化されている事実から考えると大変興味深い。なお、後に発売された普及機アサヒペンタックスS2がコストパフォーマンスと実用性において上回ってしまったために正統な後継機は登場していない。アサヒペンタックスS2発売とともに生産完了となった。
- アサヒペンタックスS（Asahi Pentax S、試作のみ） - アサヒペンタックスKと同時発売される予定であったがマーケティング戦略上発売を見送ったとされる試作機。社内に明確な記録が残っていないために「謎の存在」とされているが、ペンタックスカメラ博物館に収蔵されている。

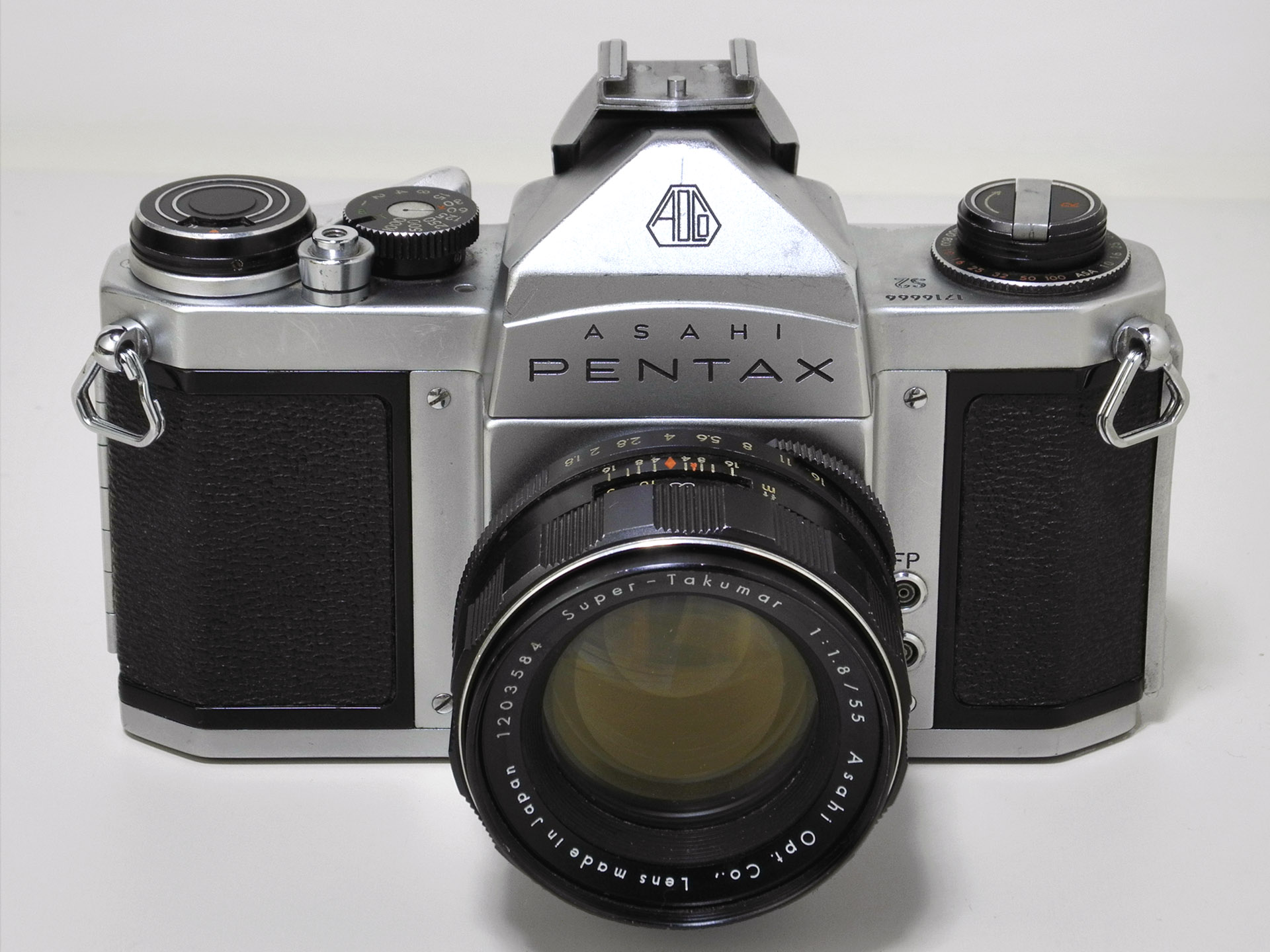
S2

- アサヒペンタックスS2（Asahi Pentax S2、1959年5月発売） - アサヒペンタックスAPの普及機として発売された。製造設備の整備や生産工程の大幅な見直しによってケース付き51,500円であったアサヒペンタックスKに対してケース付き35,000円と従来機種に対して大幅な低価格化を実現しヒット商品となった。この系統機が本流となったファインダースクリーンには、従来までは中央のすり面（マット面）とフレネルレンズだけであったのに加えて、中央部にマイクロプリズムが採用され、マット面と使い分けることによってピント合わせがしやすくなった。廉価機であるため最高シャッター速度は1/500秒までであるが、前面にあった低速側シャッターダイヤルを廃し、現在の標準仕様である低速・高速を統合した「1軸不回転式シャッターダイヤル」が採用されたなど操作性においてアサヒペンタックスKを上回ったために後のモデルの普及機として定着し、主力機の性能に合わせてスペックアップが図られ、最終的には最高シャッター速度が1/1000秒にまで向上しアサヒペンタックスS3以降の機種のオプションである外部連動式露出計『ペンタックスメーター』にも対応するようになった。

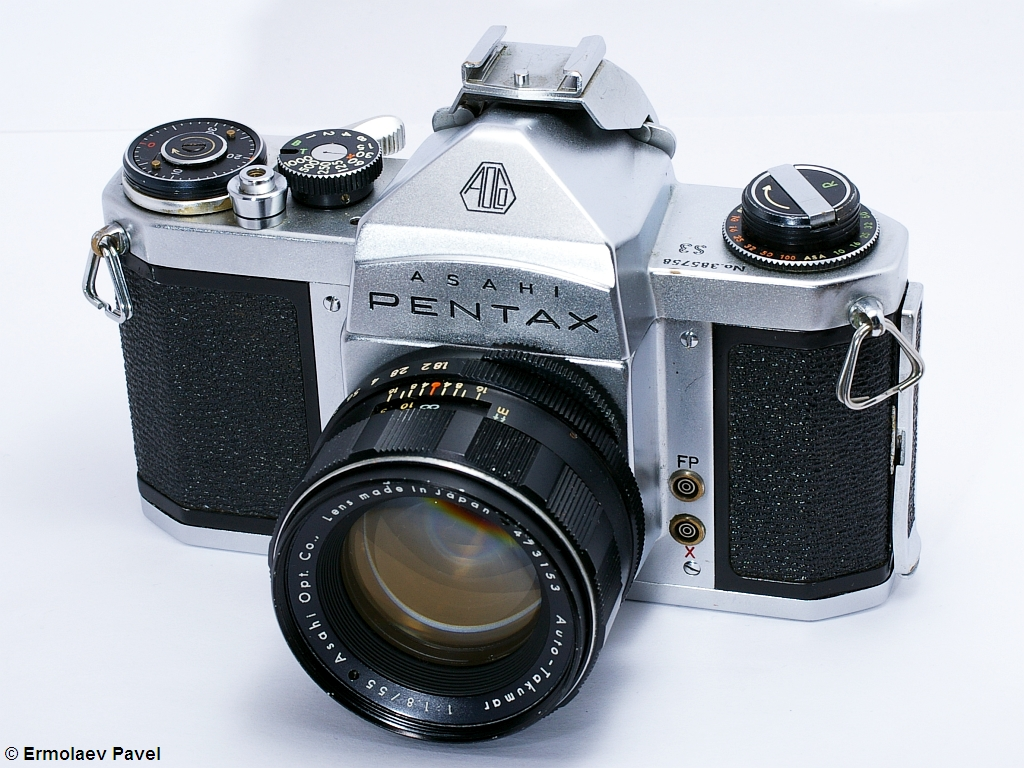
S3

- アサヒペンタックスS3（Asahi Pentax S3 、1961年4月発売） - 対応レンズ群であるスーパータクマーレンズを使用した場合、シャッターレリーズによって「1.絞り込み」「2.露出（露光）」「3.絞り開放」までの動作を自動で行う「完全自動絞り」を実現した。またシャッターダイヤルの速度表示が現在の標準である「等間隔式」に改良された。最高シャッター速度も1/1000秒となり、更にファインダーも改良され、より高性能なクロスマイクロプリズムが採用された他、その他の機械構造の改良や内面反射防止処理も施されより使いやすい製品となっている。価格帯はアサヒペンタックスS2とはぼ変わらないままで旧来の高級機であるアサヒペンタックスKと同等以上となった。この機種からアクセサリーとしてシャッターダイヤルの設定に連動する外光式露出計『ペンタックスメーター』が用意され、新たなTTL時代の到来を予感させる。
- アサヒペンタックスS1（Asahi Pentax S1 ） - アサヒペンタックスS3の普及機にあたる輸出専用モデル。社内に明確な記録が残っていないために「謎の存在」とされているが、ペンタックスカメラ博物館に収蔵されている。

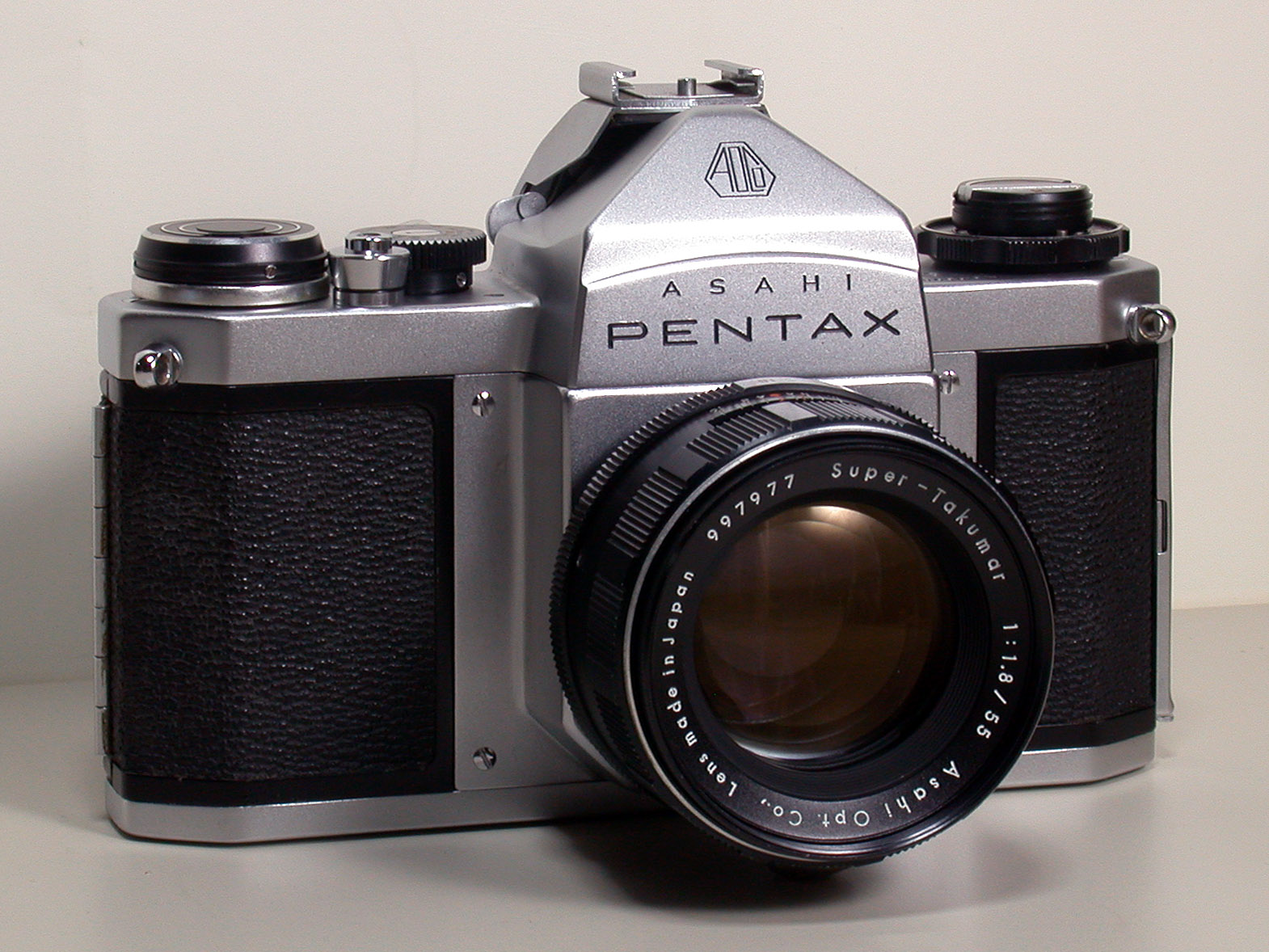
SV

- アサヒペンタックスSV（Asahi Pentax SV ） - アサヒペンタックスS3の後継機。シリーズで初めてセルフタイマーが搭載された。名称にある"V"はドイツ語でセルフタイマーを意味する"Voraufwerk"より由来する。また新たに裏蓋の開放によってリセットされる初の「自動復元式フィルムカウンター」が搭載された。更にファインダースクリーンの視認性も向上された他ミラーボックスの全面的改良、部品の高品質化などが施され、見えない点でより使いやすい製品となった。これによって内蔵TTL露出計が搭載されていない以外は、ほぼ現代のカメラの最低基準を満たすこととなる。
- アサヒペンタックスS2スーパー（Asahi Pentax S2 Super 、1962年7月発売） - アサヒペンタックスS2の後継機種であり、自動復元式カウンターの実装などから事実上はアサヒペンタックスSVからセルフタイマーを省いた廉価機である。最高シャッター速度は1/1000秒。

### スポットマチック系シリーズ
ここでいうスポットマチック系シリーズとは、1960年の"フォトキナ60"にて出品され、世界初の35mm判一眼レフカメラにTTL露出計による測光機能を搭載し、話題を呼んだ試作機『スポットマチック』（Spot Matic ）の製品版である『アサヒペンタックスSP』をベースとする"後期型"アサヒペンタックスシリーズ機とする。
まず、高級一眼レフカメラを開発する、といった意図のもとに開発が始まった。筐体を新設計し各部の機械構造の耐久性を全面的に強化しつつ、従来までの機種とのサイズは変えない、というのがおおまかな構想だったという。そのため、従来のボディのマウントエプロン部を板金プレス加工から一体成形のアルミダイカストに変更、ボディの剛性仕上げ加工の精度が大幅に向上された。各部デザインも非常に気を遣われ、使い勝手と高級感を両立させるべくデザインされた。また低温に弱いフォーカルプレンシャッターの耐久性の強化にも重点が置かれ、開発段階ではチタン幕などの金属幕の採用も検討された。最終的にはゴム幕で実用レベルに達したものの、この時の研究成果が後の『アサヒペンタックス6×7』、『ペンタックスLX』で活かされることとなる。
また並行開発されていた内光式露出計（TTL露出計）の構想と統合され、1959年にTTL露出計内蔵式カメラとしての仕様が固まった。当初は製品版とは異なり、ボタン操作によってスポット測光用のCdS露出計が取り付けられているアームが繰り出す仕組みであったが、ファインダー視野に"異物"が見える方式が試用にあたった写真家の不評を買ったため断念することになり、現在の多くの一眼レフカメラで採用されているファインダー周囲に露出計を配置する方針に転換する。そして、当時のCdSの性能の問題もあって精度を重視した結果、スポット測光式から平均測光式に仕様が変更された。絞り込み測光の採用も、当時の技術では精度的に信頼性が高かったためである。
すでにアサヒペンタックスS3にて完全自動絞りを実現していたことから、実際に1966年のフォトキナにて内径44.5ミリのバヨネットマウントを実装して開放測光絞り優先AE一眼レフカメラペンタックスメタリカ（Pentax Metalica ）が試作・発表されているなど、現場からは将来的な機能拡張を考慮してバヨネット式マウントへの変更案が出されていた。同時に発表されたペンタックス6X7のプロトタイプにあたるペンタックス220は当初よりバヨネットマウントを採用しており、いずれペンタックスがバヨネットマウントに移行するであろうことは1960年代中ごろにはすでにカメラ雑誌上で取り沙汰されているが、この時点ではシステムの総入れ替えのリスクを回避するため保留された。ところがアサヒペンタックスSPがTTL測光などの数々の新機構を取り込みながらもボディサイズは従来と変わらない小型軽量を実現して予想外のロングセラーとなり、そのバリエーション機は累計350万台生産され、マウント変更の機を逸してしまう。しかし研究開発は続けられ『6×7』、後のKマウントにて結実することとなる。

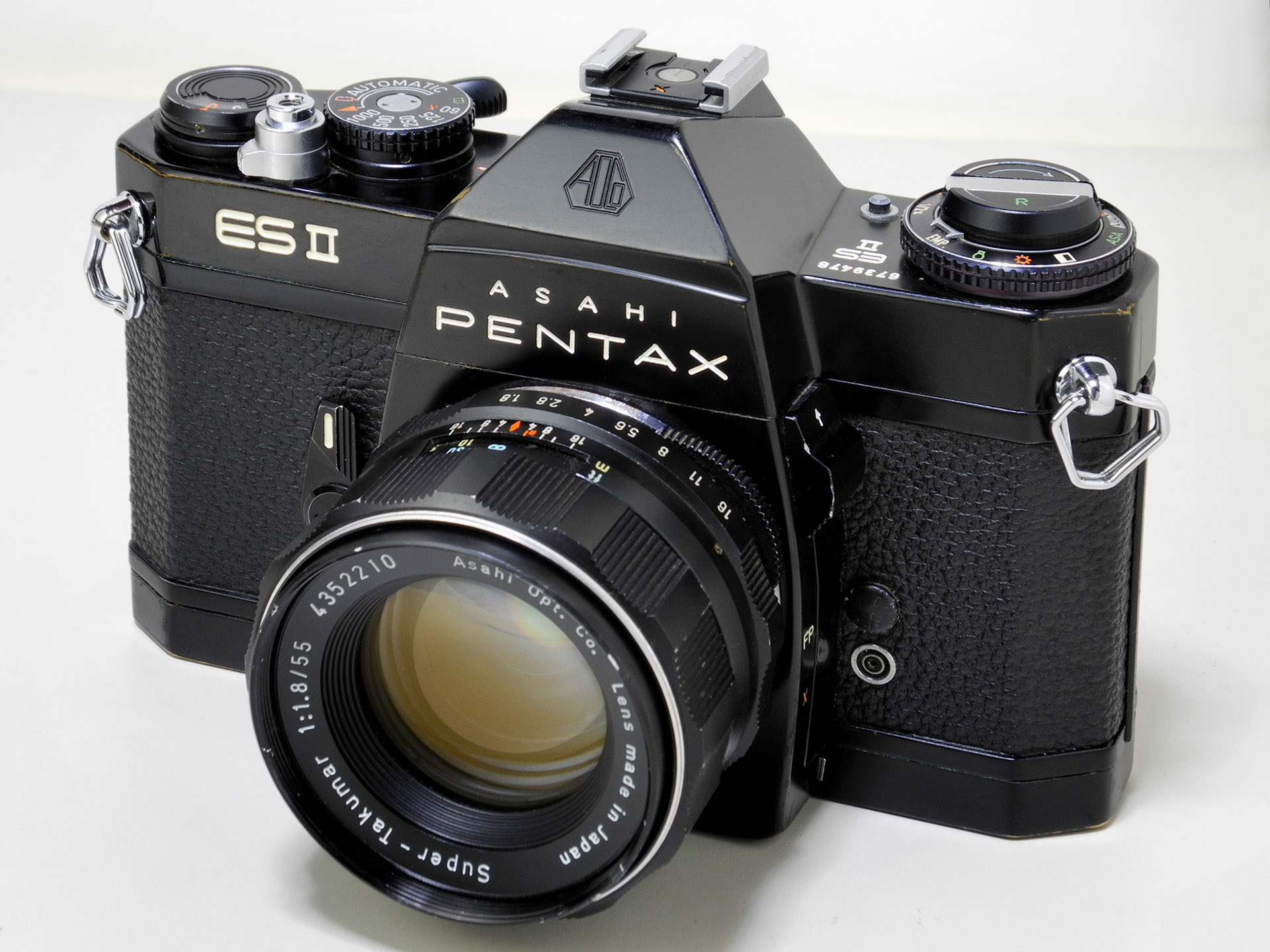
ES II

この後各社の一眼レフカメラにも続々とTTL測光が採用され、徐々にAE化とレンズとボディの高度な連動性への要求が高まってきたものの、旭光学工業は互換性を重視しついにPSマウントのままで『アサヒペンタックスES』によって電子シャッターの採用によるAE化を実現した。このPSマウントシリーズ機種はESの後継機であるアサヒペンタックスES IIをもって完成を見るが、残されたいくつかの課題は次世代のバヨネット式Kマウント機種に託されることとなった。

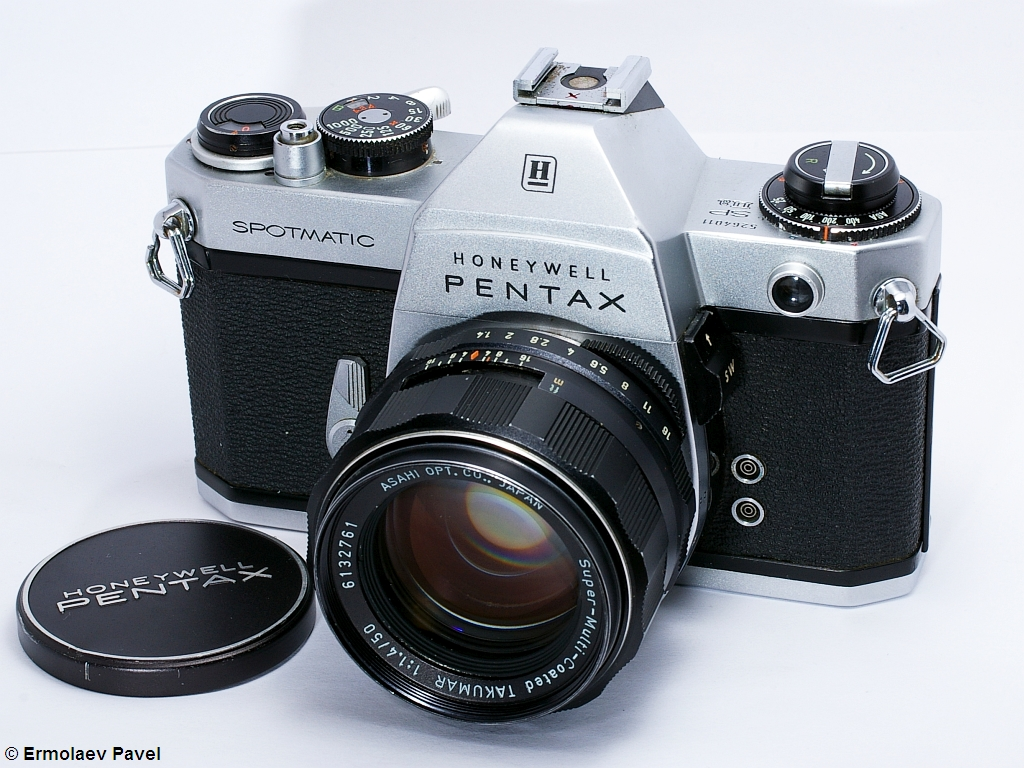
SP II

開放測光が主流になった後も、絞り込み測光式のアサヒペンタックスSP IIが、アサヒペンタックスSPの復刻として製品化された。

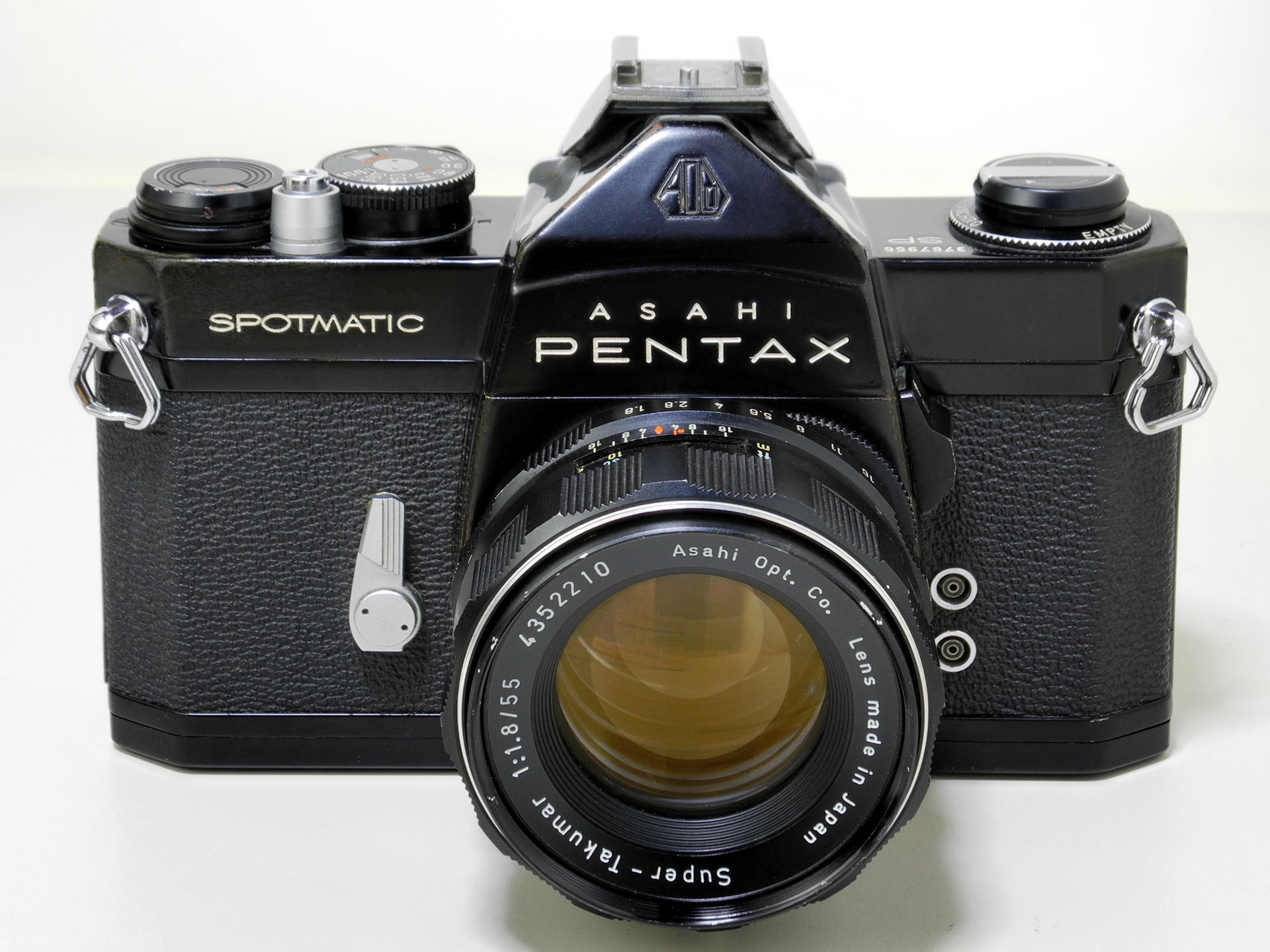
SP

- アサヒペンタックスSP[3]（Asahi Pentax SP、1964年7月発売） - 世界で2番目に発売されたTTL露出計内蔵型機種である。"フォトキナ60"における衝撃的な発表から更に4年の研究開発を経てようやく発売され、当時の一眼レフカメラにおける世界的ベストセラー機となった。当初は「高級一眼レフカメラ」というコンセプトの下で開発が始まり「適切な内蔵露出計」、「スポット測光機能」、「ボディの剛性」、「バヨネット化構想」など様々な面を検討し従来のシリーズ機とは異なる新設計のカメラとして着々と研究開発が進められ、最終的にはコスト面などから高級一眼レフカメラとはならなかったものの、それを補う数多の工夫によって従来シリーズのサイズのままでワンランク高い信頼性と耐久性を持ったカメラとして製品に至った。TTL露出計内蔵市販カメラとしては東京光学（現トプコン）のトプコンREスーパーに1番手を譲ったものの、大衆機としては初であったことや実用性の高いコンパクトなボディが受け大ヒット商品となった。従来機と分かりやすい面を比較するとCdSセルによるTTL露出計を内蔵し絞込み測光によるボディ単体での測光機能を実現したことと、ファインダースクリーンのマット面の面積もSVと比較してより広くなりピント合わせがよりやりやすく使いやすい機種となった面が挙げられる。
- アサヒペンタックスSPモータードライブ（Asahi Pentax SP Motordrive、SP MD1967年発売） - システムカメラとしての延長上の製品としてモータードライブ対応機種として少数生産された機種である。カメラ本体としてはアサヒペンタックスSPの発売より3年経過していることや、新たにモータードライブ対応することになったためにそれによる自動巻上げ機構の影響を受ける部分のパーツがより耐久力の高いものに換装されているほか、ファインダーの視認性の向上、各レバー部の操作性の向上などが改良されている。マイナーチェンジされた部分はアサヒペンタックスSPの後期モデルとアサヒペンタックスSLにて採用されている。

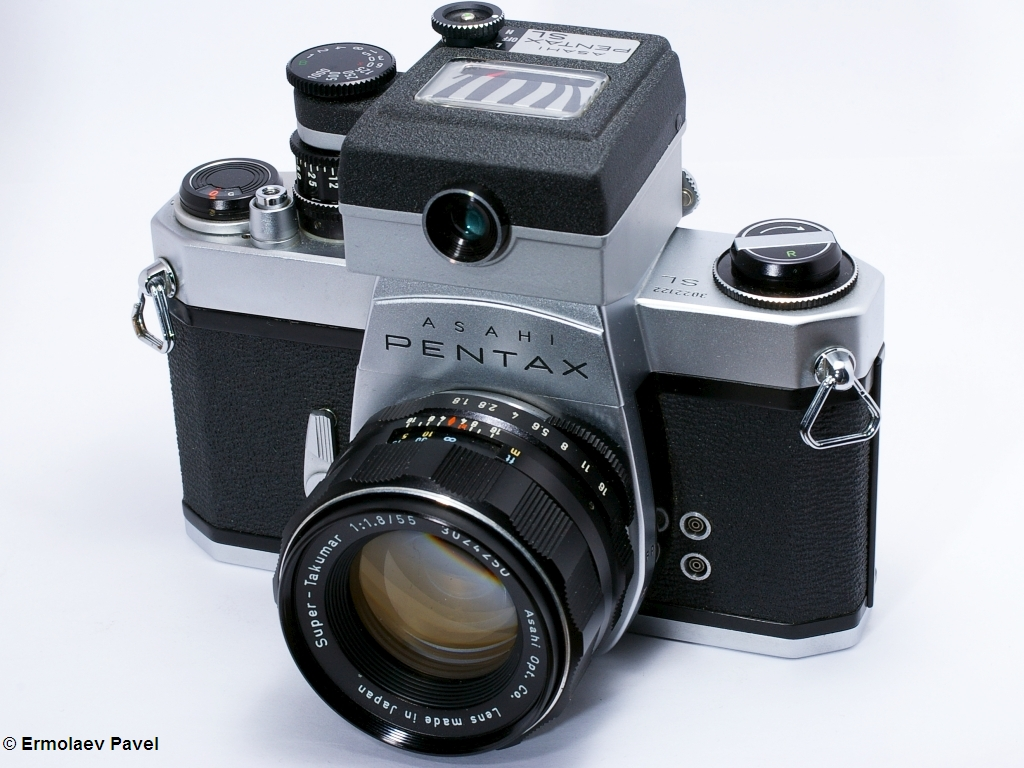
SL（メーター装着）

- アサヒペンタックスSL（Asahi Pentax SL、1968年9月発売） - アサヒペンタックスSPから内蔵TTL露出計を省いた機種で、機能面ではアサヒペンタックスSVの後継機といった位置付けとなる。この時代にはまだ新機能であり実績のないカメラ内蔵露出計を信頼できない層と、多機能化による故障要因の増加を嫌う層がいたことから、上級者向けの製品として発売されたようである。この機種のベース機はアサヒペンタックスSP MDであり、初代アサヒペンタックスSPと比較して耐久性が高められていることが特徴である。省かれたTTL露出計の代わりに専用外光式露出計ペンタックスメーターSLが発売された。

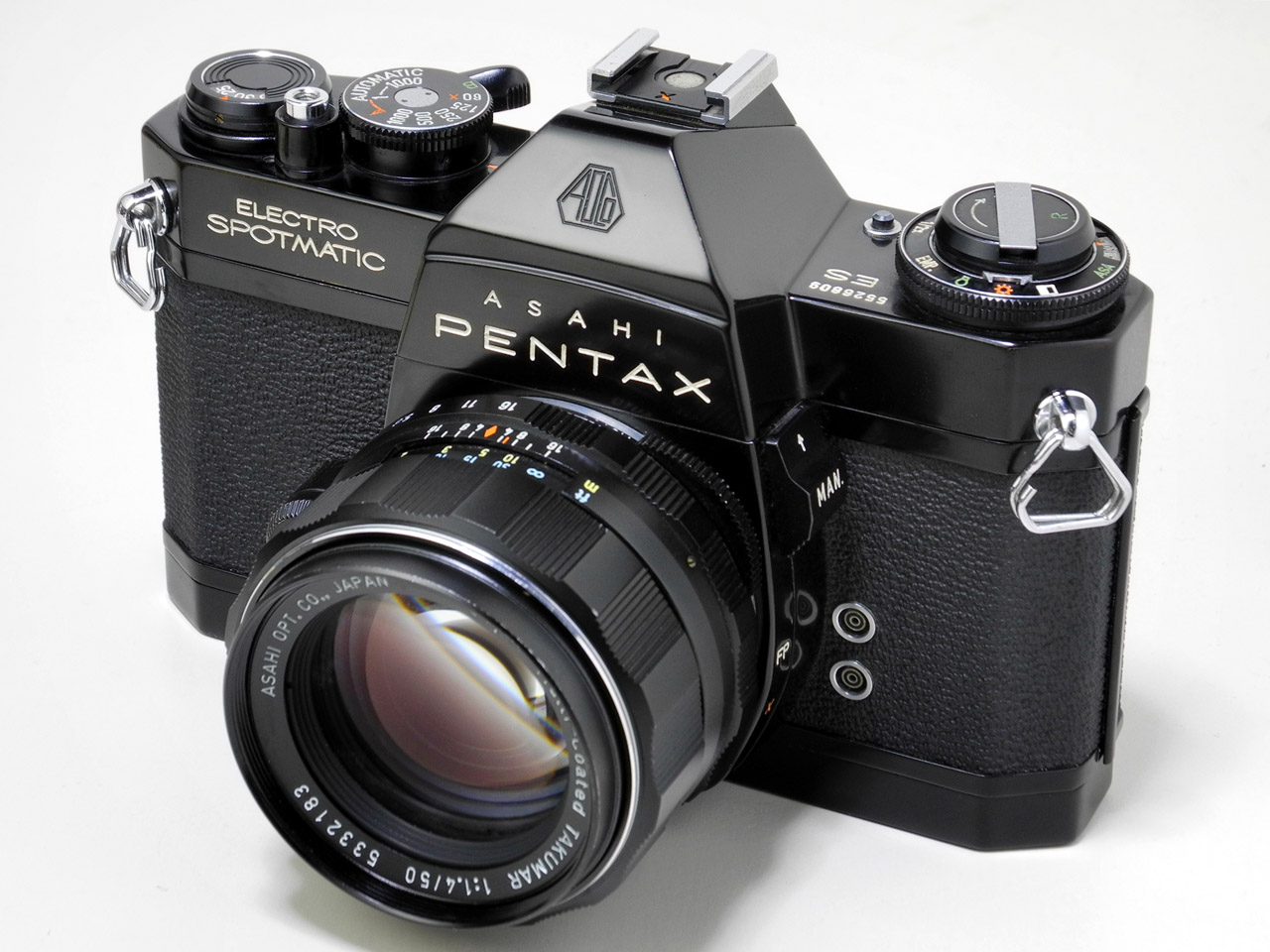
ES

- アサヒペンタックスES（Asahi Pentax ES [4]、1971年10月発売） - 世界初の絞り優先オート（以降はAEと記述）撮影機能、開放測光、電子シャッター搭載の一眼レフカメラである。AE撮影時は全速無段階（1~1/1000秒）の電子シャッターを使用。マニュアル撮影時はバルブ、X同調速度（1/60秒）と高速側（1/125秒以上）のみ機械式シャッターを使用する、いわゆるハイブリッドシャッター仕様機である。アサヒペンタックスSPのシリーズ機として開発されたため外見は酷似するものの、パーツの高級化による各部の堅牢性の向上などが図られており、巻上げ機構などの共通できる機械部を除けばほぼ新設計機種といってもよい。PSマウントで開放測光を実現するために、本体のマウント内径部のねじの奥端1mm部に対応レンズ用の回転式絞り値伝達レバーを設け、また対応レンズ側に"定点"を設け、ボディ側に設けられた定点受けの可動によって位相を検出し、絞り値の正確な伝達を可能とした。その新機能対応レンズ群がSMCタクマーレンズである[5]。この機構はマウント外径に細工をした他社マウントに比べて互換性面では大幅に有利なものであったが、PSマウントの規格から踏み出してしまうこととなってしまった。レリーズした際にミラーアップ直前TTL測光回路から専用記憶回路に通電させ、事前に摺動抵抗によってセットされた情報（ASA感度、絞り値）を加味した電圧を記憶させ、ミラーアップ中に適正シャッター速度が電子的演算によって決定される。その電子制御された演算値に基づき後幕シャッターを起動させシャッター幕を閉じる仕組みである。この画期的な記憶システムは旭光学の特許となり、多くのメーカーが許諾を受けて採用したほどのものであった。しかし激しい開発競争のためESは後継機であるアサヒペンタックスES IIの登場とともに約1年半で生産完了となった。なお、この時期になるとPSマウント採用各社が開放測光対応においては各社の独自方式を採用してきたため、ユニバーサルマウントとしての互換性は徐々に損なわれはじめていた。

- アサヒペンタックスES II（Asahi Pentax ES II、1973年6月発売） - アサヒペンタックスESの後継機種でありPSマウントのアサヒペンタックスシリーズ最高級機である。外観は酷似するものの回路設計の大幅な見直しが図られまったくの新設計の機種といってもよい。アサヒペンタックスESは輸出版の改良型アサヒペンタックスESが存在し、その輸出版アサヒペンタックスESがベースとなっている。露出計の記憶回路をIC化することによって処理速度の向上と回路の大幅な小型化を実現するとともに絞り優先オート時のスローシャッターが8秒まで向上されたこと、-20度まで耐えうる温度保障回路が内蔵されたこと、アサヒペンタックスESでは省かれたセルフタイマー機能が復活したこと、アイピース・シャッター機構を実装したこと、ファインダー部の接眼レンズにも旭光学独自の多層幕コーティングであるSMC（スーパー・マルチ・コーティング[6]）が施されたことなどが挙げられる。しかし信頼性を理由に採用されて続けていたCdSセルでは高速化には限界があり、また同様の理由でペンタプリズムもアルミ蒸着のままであり接眼レンズのSMCコーティング処理によっても従来より指摘されていたファインダー像の暗さを解消されるまでには至らなかった。
- アサヒペンタックスSP F[7]（Asahi Pentax SP F、1973年7月発売） - アサヒペンタックスSPの改良機である。フォトスイッチという、当時"レンズキャップを外すと測光体勢"と謳われ、感光すると自動的に露出計のスイッチが入るTTL式自動スイッチによる測光機構を装備し便利であったものの無駄な電力消費を心配する声もあったという。その無理のない造りから、スタイリング、実用面においてバランスの良い機種であったため、マウント変更後のアサヒペンタックスKMのベース機となっている。

- アサヒペンタックスSP II（Asahi Pentax SP II、1974年発売） - 海外のファンの要望によって発売されたアサヒペンタックスSPの復刻機である。ホットシューが標準実装されているのが、SPとの唯一の相違点。およそ20年に渡って世界で愛用され続けた"アサペンシリーズ"の最終機となった。

## 参考図書
- 豊田堅二　『入門・金属カメラオールガイド』　カメラGET!-スーパームック第11巻、CAPA編集部、学習研究社、2003年7月20日、ISBN 4-05-603101-0
- 中村文夫　『使うペンタックス』　クラシックカメラ-MiniBook第10巻、高沢賢治・當麻妙（良心堂）編、双葉社、2001年5月1日、ISBN 4-575-29229-X
- 那和秀峻　『名機を訪ねて-戦後国産カメラ秘話』　日本カメラ社、2003年11月25日、ISBN 4-8179-0011-3
- 『アサヒカメラニューフェース診断室-ペンタックスの軌跡』　アサヒカメラ編集部、朝日新聞社、2000年12月1日、ISBN 4-02-272140-5
- 『往年のペンタックスカメラ図鑑』　マニュアルカメラ編集部、枻文庫、2004年2月20日、ISBN 4-7779-0019-3
- 『ペンタックスのすべて』　エイムック456-マニュアルカメラシリーズ10、枻出版社、2002年1月30日、ISBN 4-87099-580-8